# Boronia repanda
Boronia repanda là một loài thực vật có hoa trong họ Cửu lý hương. Loài này được (F.Muell. ex Maiden & Betche) Maiden & Betche mô tả khoa học đầu tiên năm 1906 publ. 1907.